# خریت داو
خریت داو (هلندی: Gerrit Dou; ۷ آوریل ۱۶۱۳ – ۹ فوریهٔ ۱۶۷۵) نقاش اهل هلند بود.
این نقاش که در عصر طلایی نقاشی هلند زندگی میکرده آثار وی بیشتر با موضوعات چهره‌نگاری افراد بوده. داو از شاگردان رامبرانت نقاش مطرح هلندی بوده است.

## نگارخانه

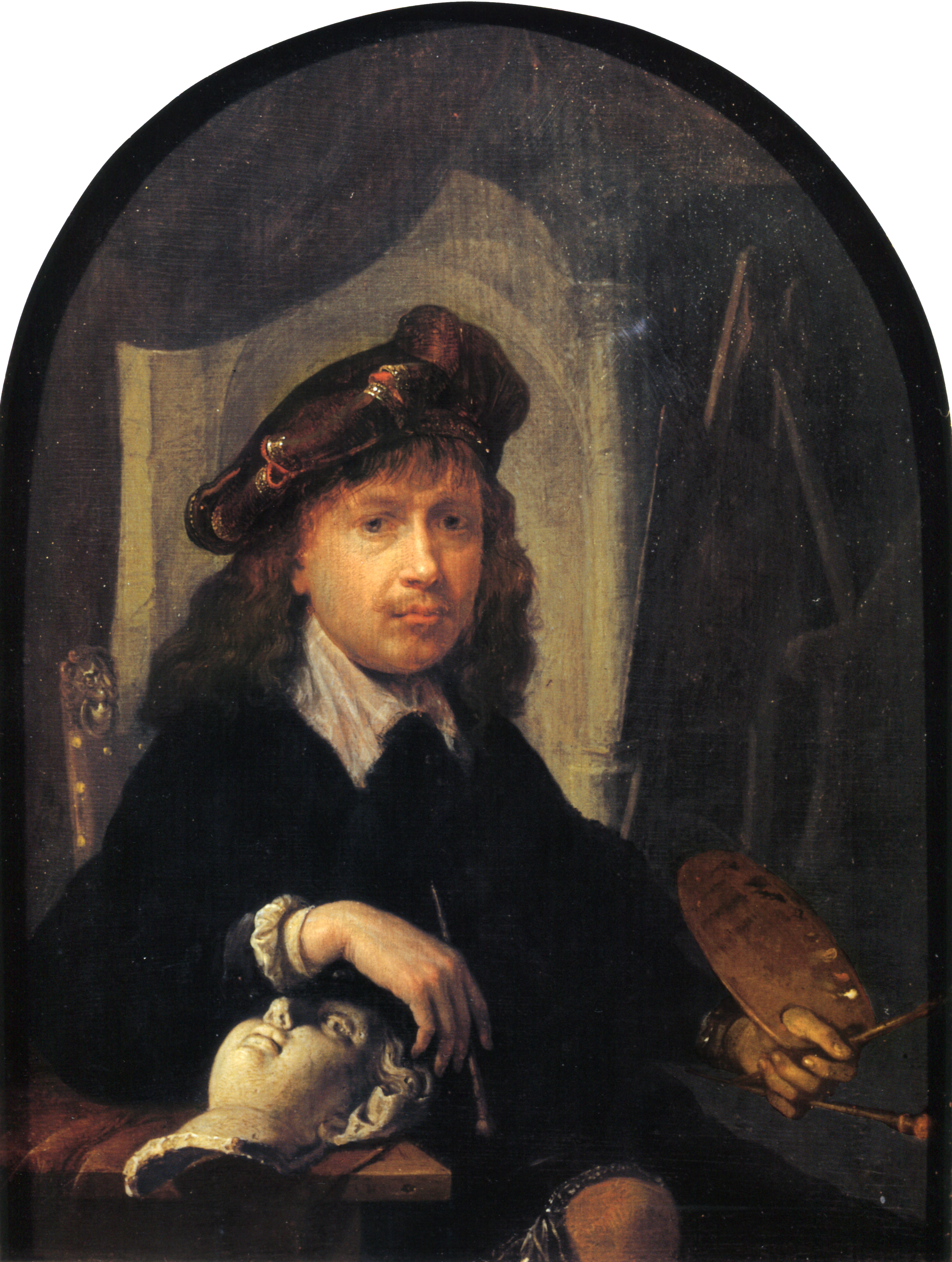
نقاشی از خودش
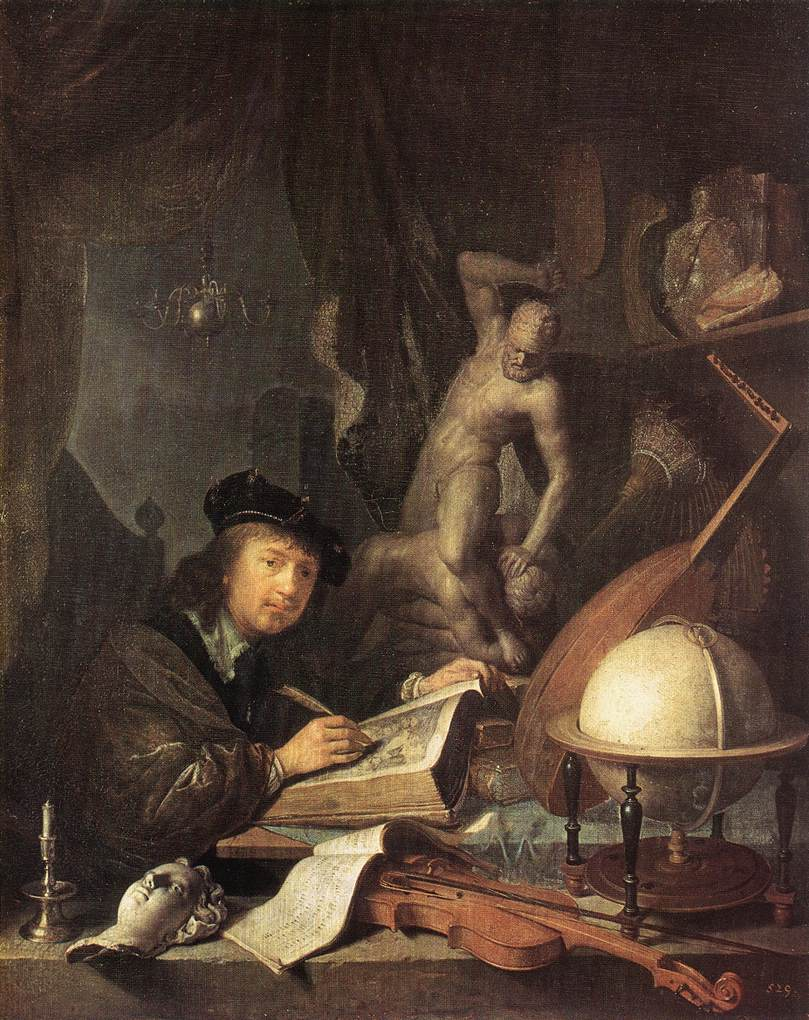
نقاشی از خودش
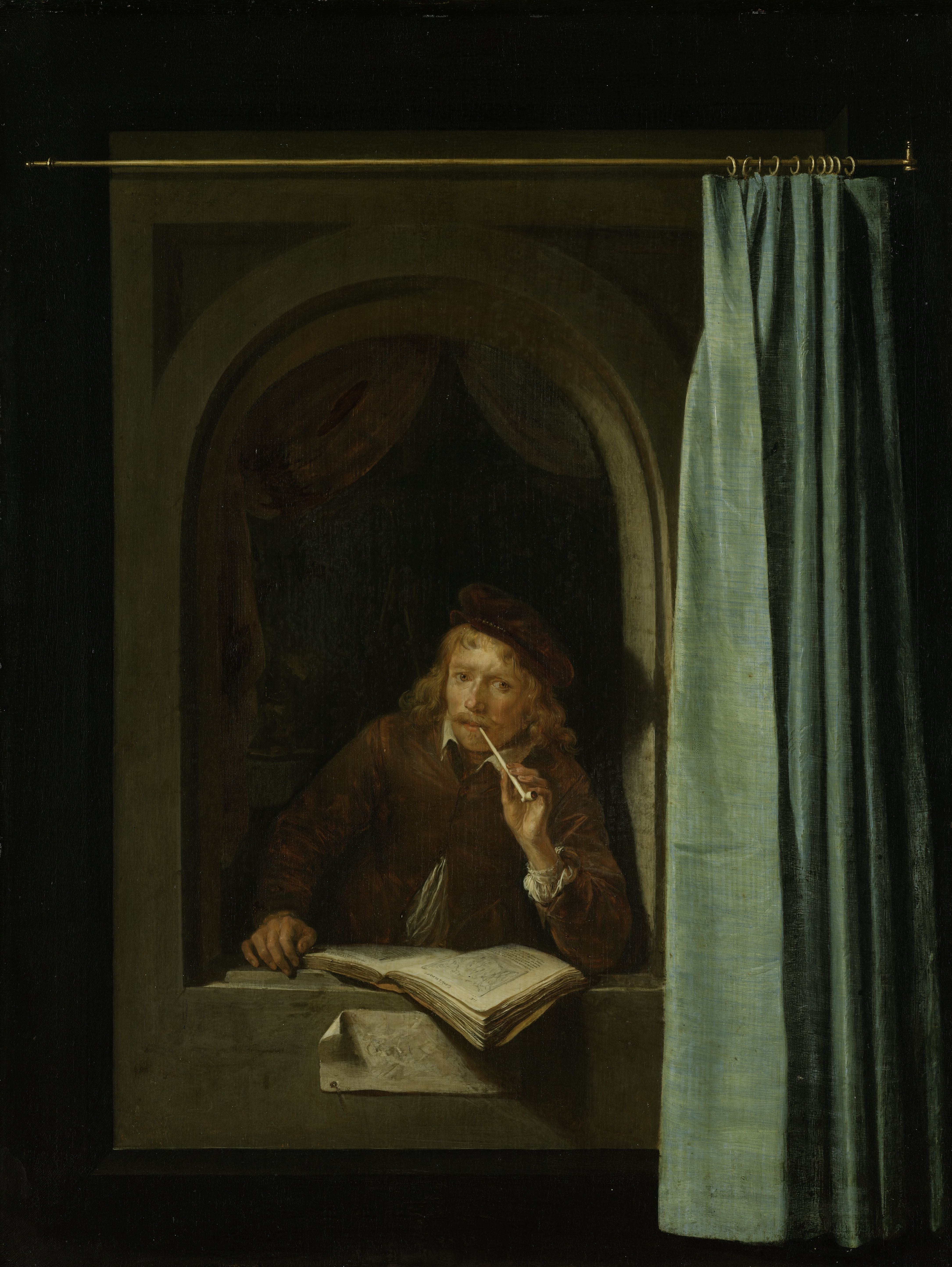
نقاشی از خودش
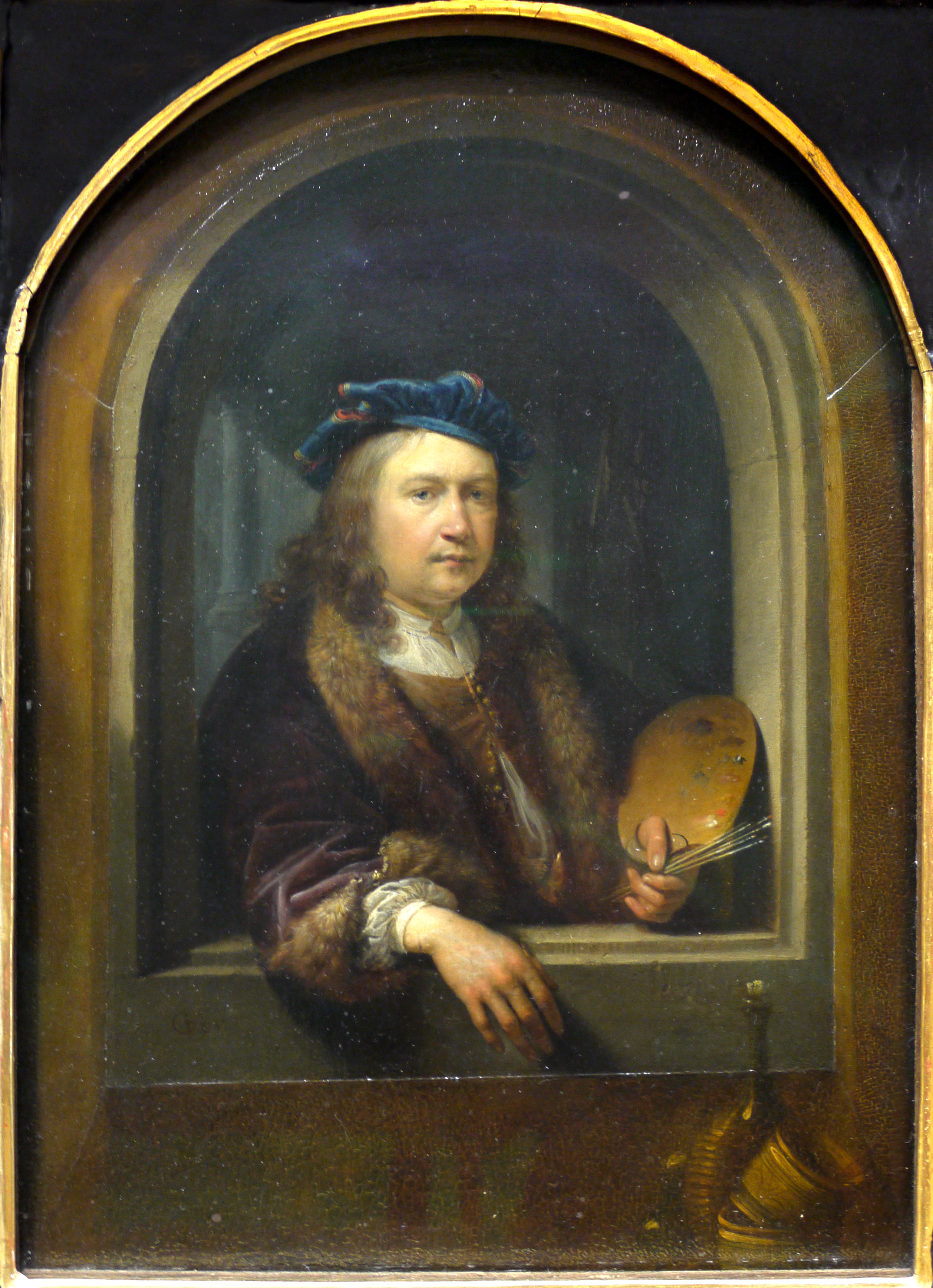
نقاشی از خودش
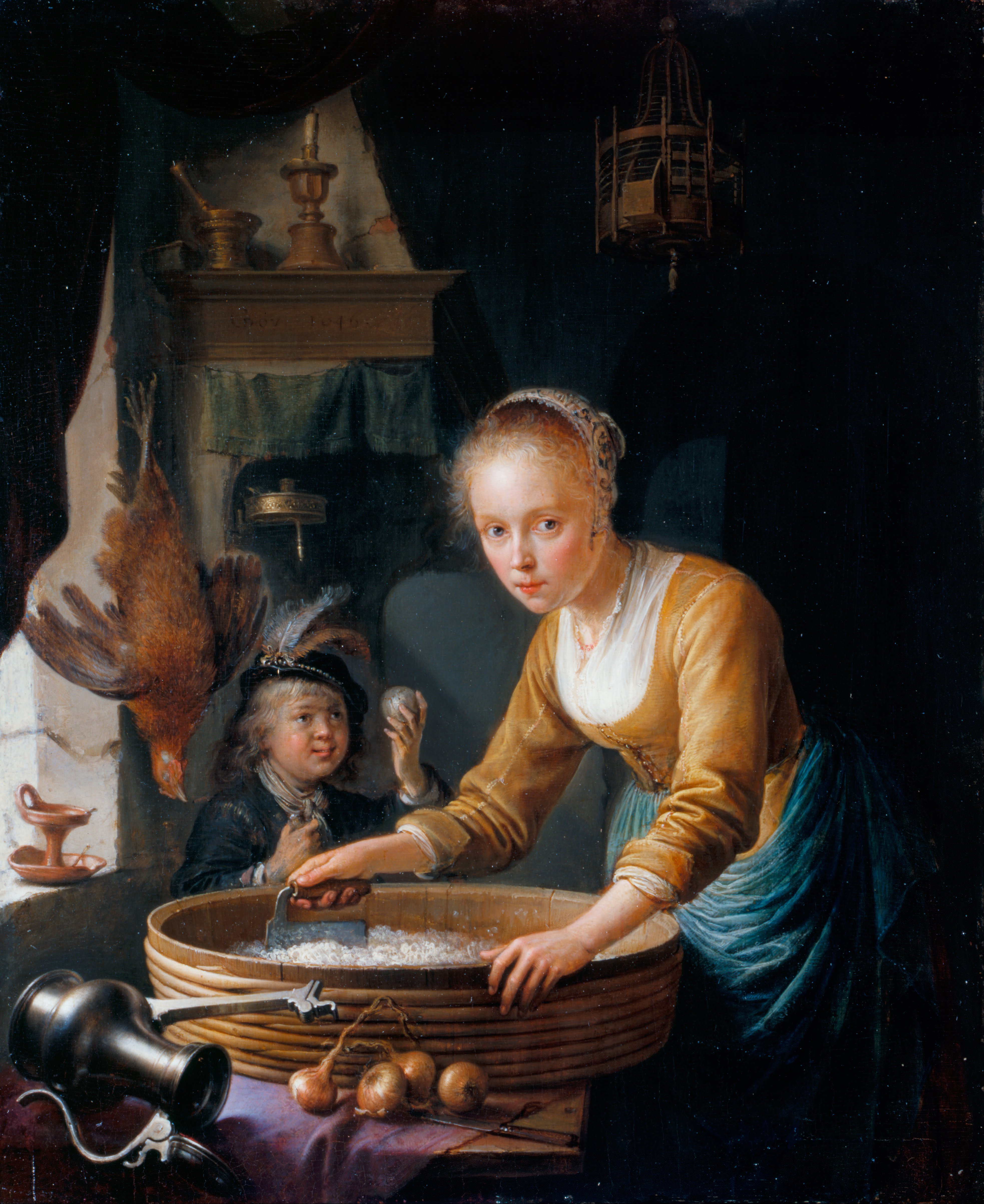
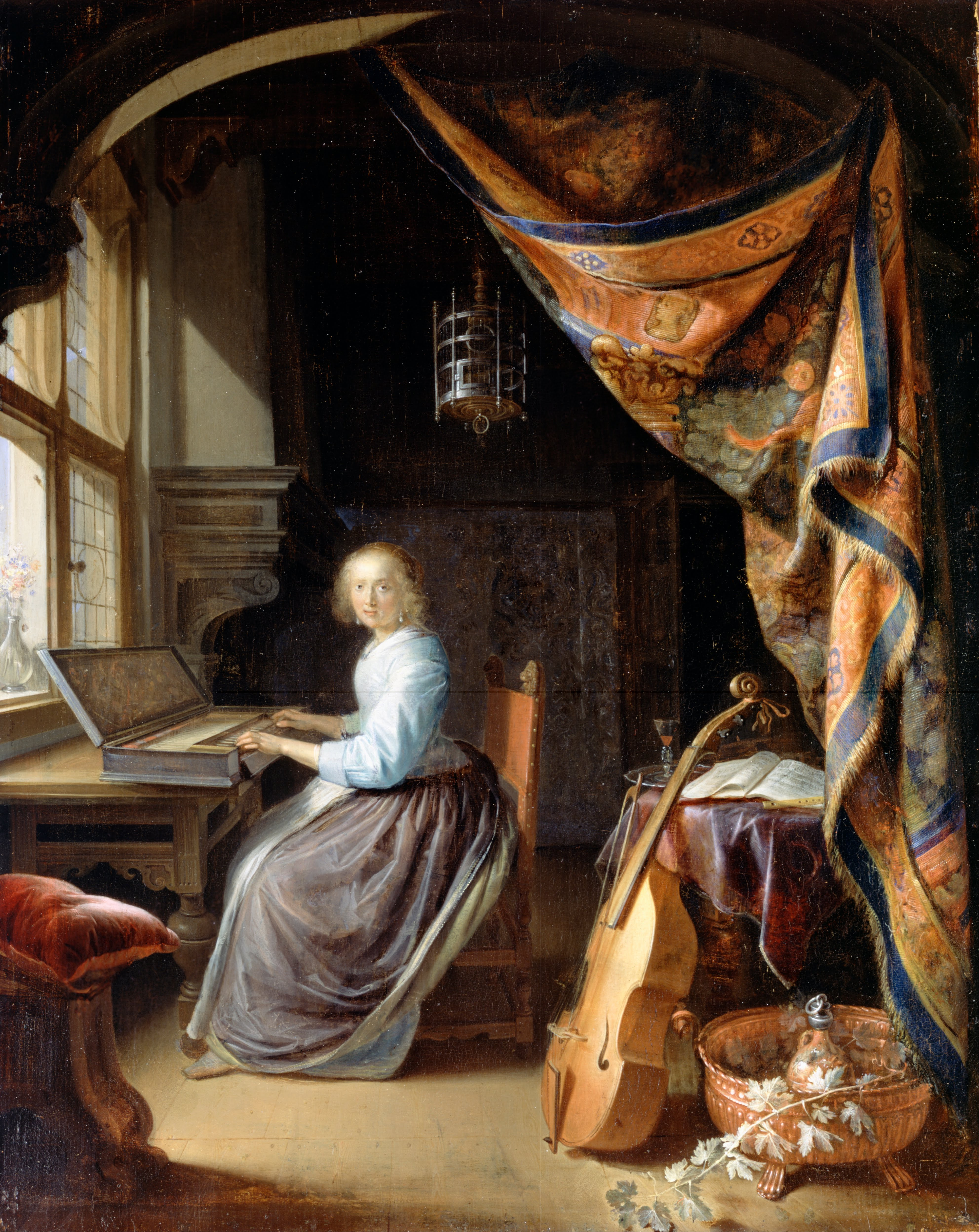
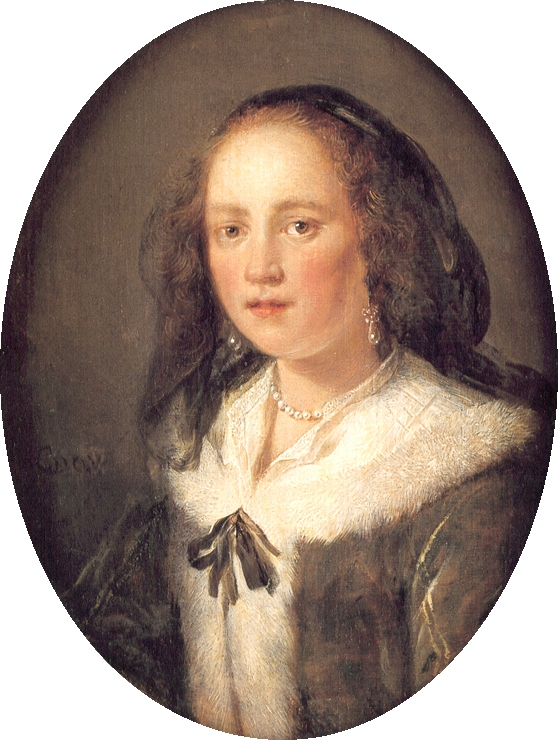
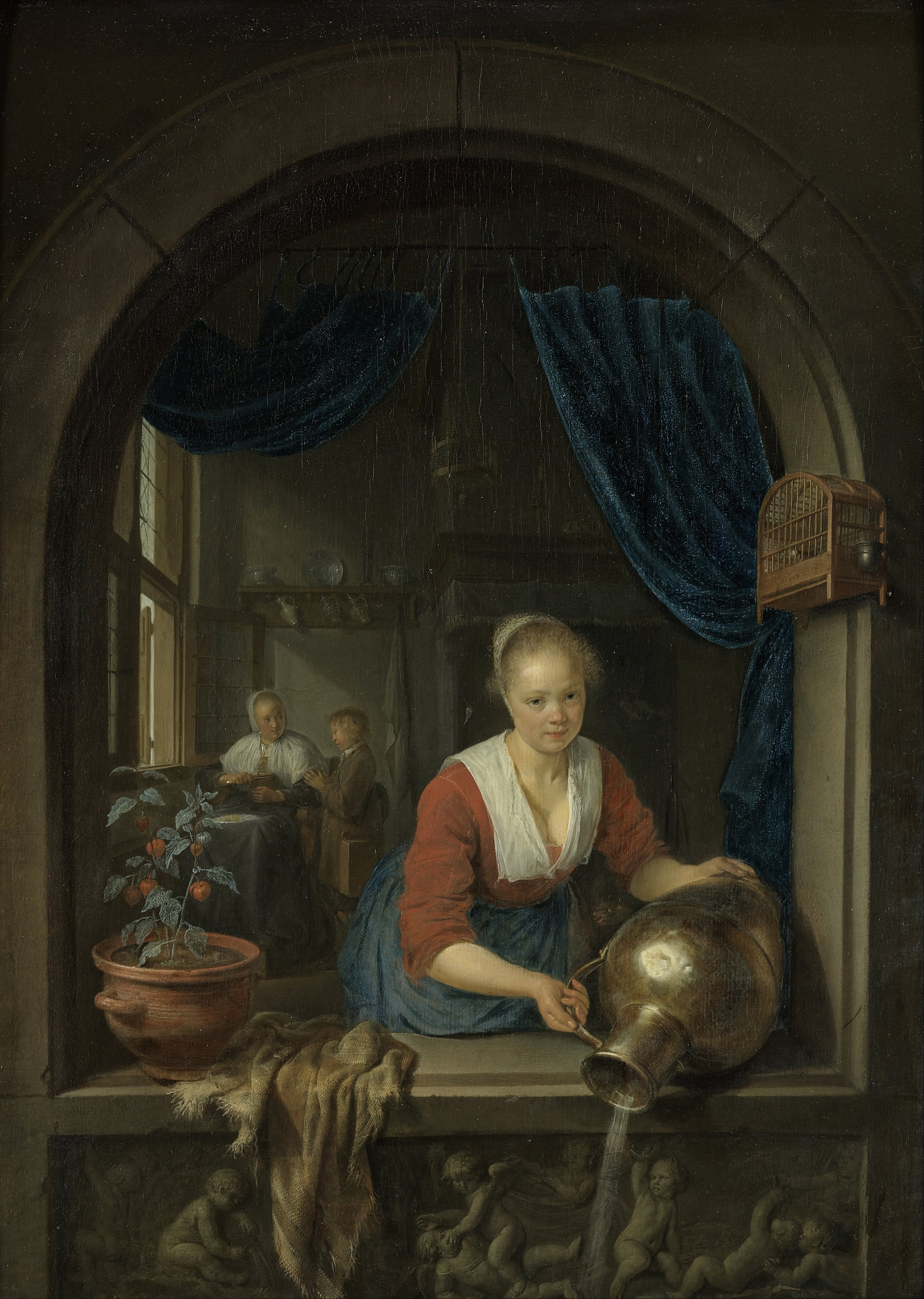
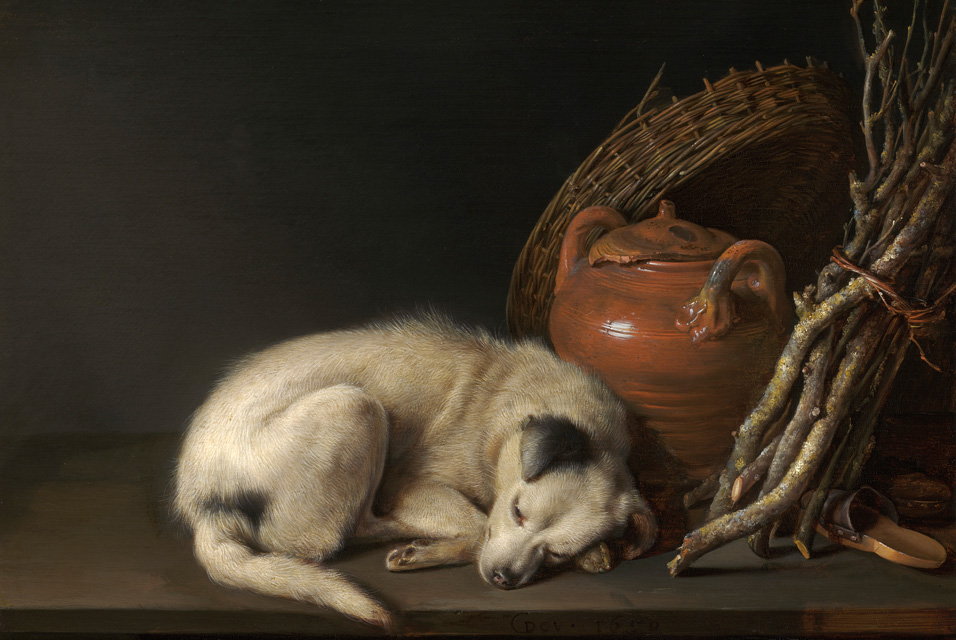
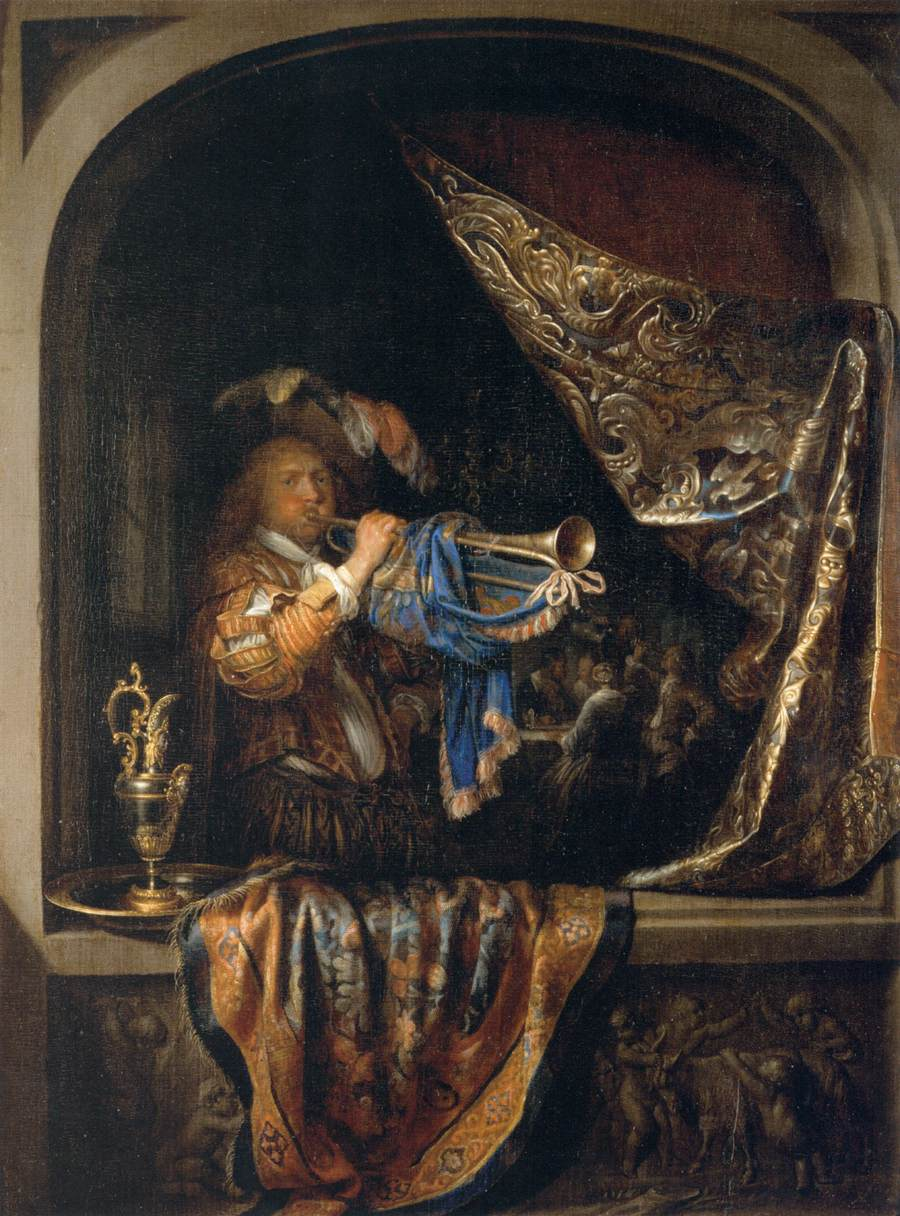
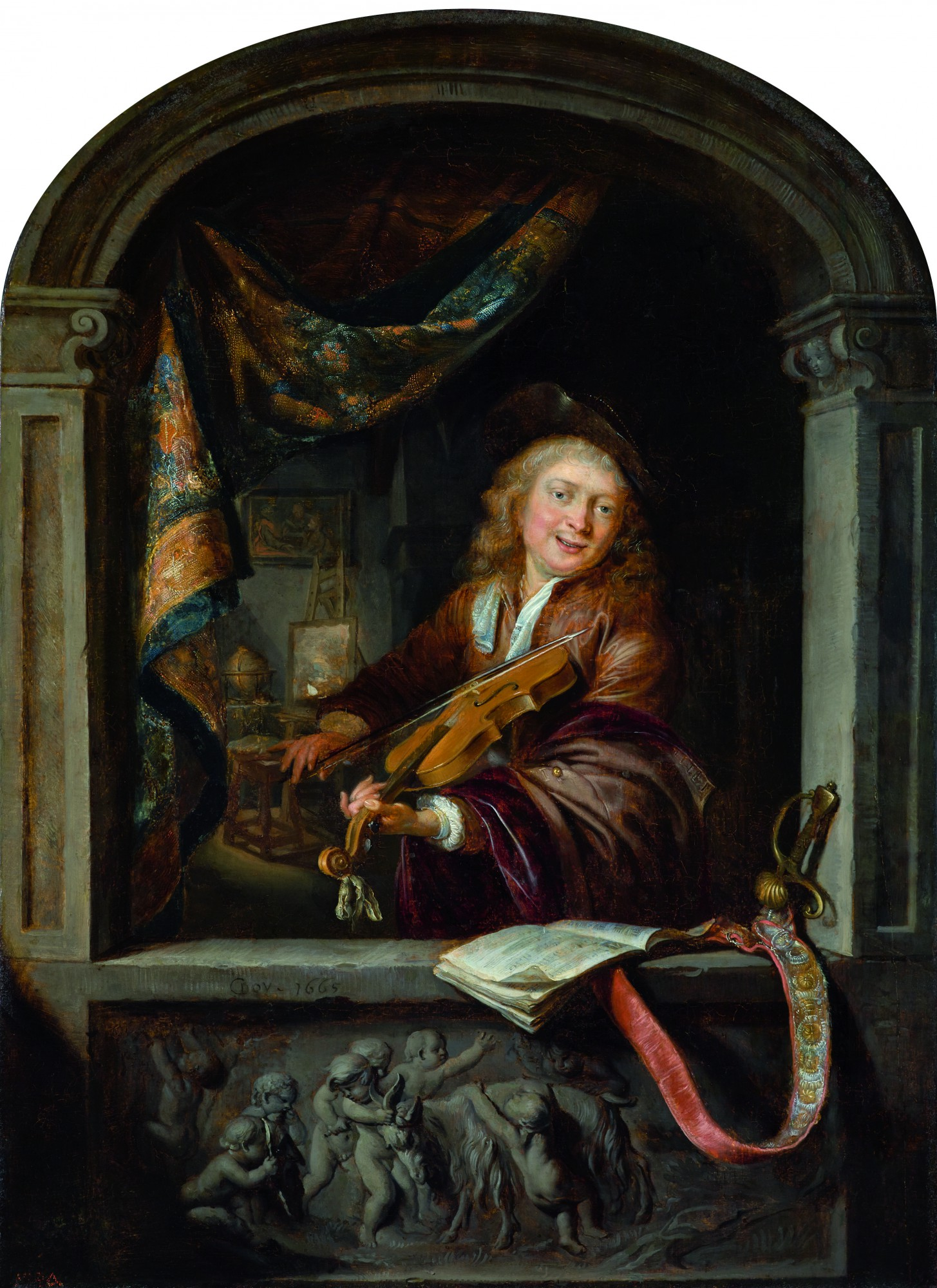
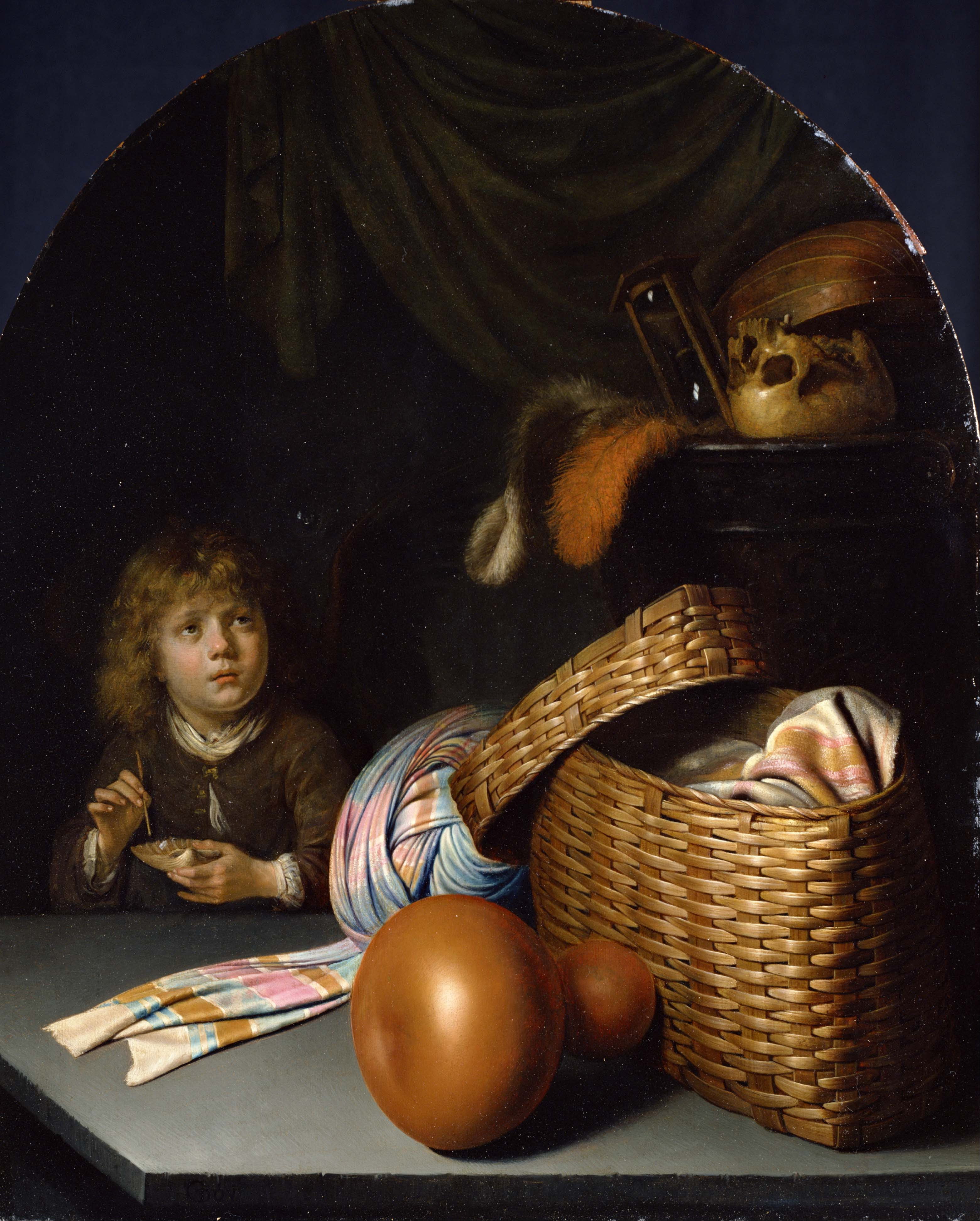